# Mary Moffat Livingstone
Mary Moffat Livingstone (de soltera Mary Moffat; Griekwastad, Colonia del Cabo, 12 de abril de 1821-Shupanga, Río Zambeze, 27 de abril de 1862) fue una misionera y exploradora sudafricana. Fue el sostén anímico y familiar de su esposo, el escocés David Livingstone.

## Biografía

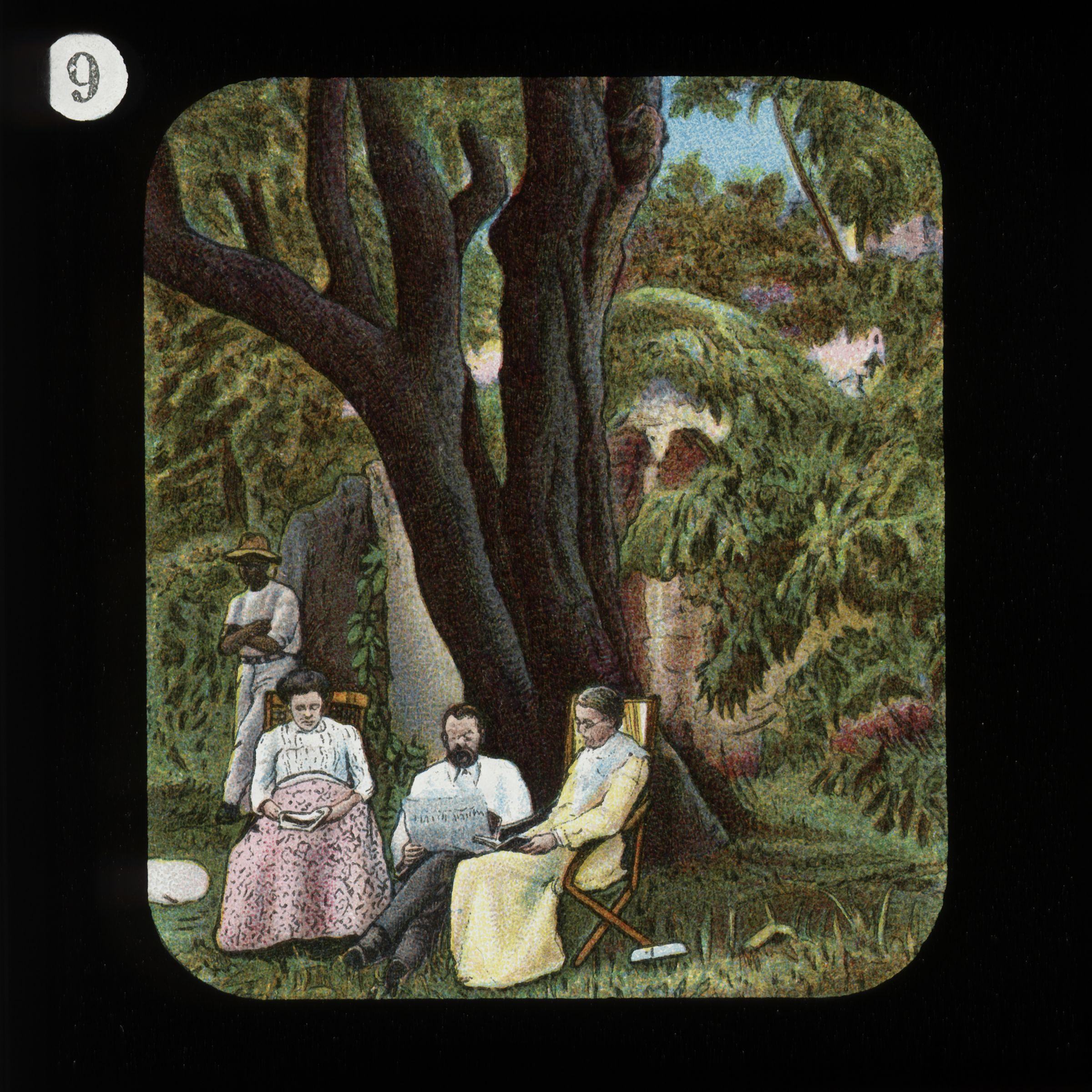
Mary Moffat sentada bajo un almendro en Kuruman con sus padres Robert y Mary Moffat (Galería Nacional de Retratos, Londres)

Mary Moffat fue la primogénita de las diez criaturas que tuvo la misionera británica Mary Moffat (de soltera Smith 1795–1870) con Robert Moffat, misionero escocés. Mary nació en Griekwastad, a unas 93 millas al norte de Kimberley. Pasó su infancia en Kuruman donde convivió con el pueblo tsuana.
Hacia 1831, en la escuela de Wesleyan, en Salem, se topó con el racismo del alumnado bóer, que no veía con buenos ojos la labor evangelizadora de su padre, traductor de la Biblia a la lengua local. Estudió magisterio en Ciudad del Cabo y en 1839 viajó con su familia a Londres, donde su progenitor publicó el Nuevo Testamento.
En 1843 regresaron a Sudáfrica y enseñó en la escuela de Kuruman, donde conoció a David Livingstone. Se casó con Livingstone en enero de 1845, a pesar de la desaprobación de su madre.[cita requerida]
La pareja vivió inicialmente en Mabotsa antes de mudarse a Chonuane y luego a Kolobeng, Provincia del Noroeste. El padre de Mary le organizó a David varias expediciones por el continente, lo que le permitiría a Livingstone conocer entre 1849 y 1850 el desierto de Kalahari, descubrir para los europeos el lago Ngami, alcanzar el río Zambeze, maravillarse con sus cascadas y poner nombre a las cataratas Victoria, en honor a la reina británica.
Su cuarto hijo nació poco después de regresar del primero de estos viajes, pero murió solo unas semanas después. Su quinto hijo nació en su segundo viaje. No participó en la primera expedición de Livingstone al Zambeze, 1853-1856, porque por el bien de la educación y la seguridad de sus criaturas (viajar a través del desierto, sin suficiente agua, sin frutas ni verduras era insostenible), en 1852 decidió irse a vivir a Escocia con sus suegros, con quienes la convivencia fue complicada. La soledad que sintió en un lugar extraño donde no conocía a nadie —Hamilton, la ciudad natal de Livingstone— la llevaron a darse a la bebida.
 

Después de varias mudanzas, finalmente se mudó a Kendal, donde vivió con Charles y Susanna Braithwaite, cuáqueros evangélicos y partidarios de la Sociedad Misionera de Londres. Los padres de Mary y David eran misioneros de esta sociedad. Cuando Livingstone regresó a Inglaterra como un héroe nacional, volvió a vivir con Mary de 1856 hasta 1858. Mientras Livingstone recibía reconocimientos por sus misiones y exploraciones, Mary, eclipsada por su marido, permaneció sumida en el anonimato, salvo alguna mención como la del filántropo y político lord Ashley durante un homenaje a su marido en la Real Sociedad Geográfica: 
Mary Livingstone pasó años de soledad en este país rezando por su esposo y aceptando su abandono con resignación. Esta encomiable mujer supo sacrificar su bienestar en aras del desarrollo científico y la cristiandad. 
En 1858 Mary regresó a África para acompañar a su marido en la «Expedición Zambeze», pero volvió a quedar embarazada y abandonó la expedición para ir a la casa de sus padres en Kuruman, para el nacimiento de su sexta hija. Ella y su hija pronto regresaron a Gran Bretaña.

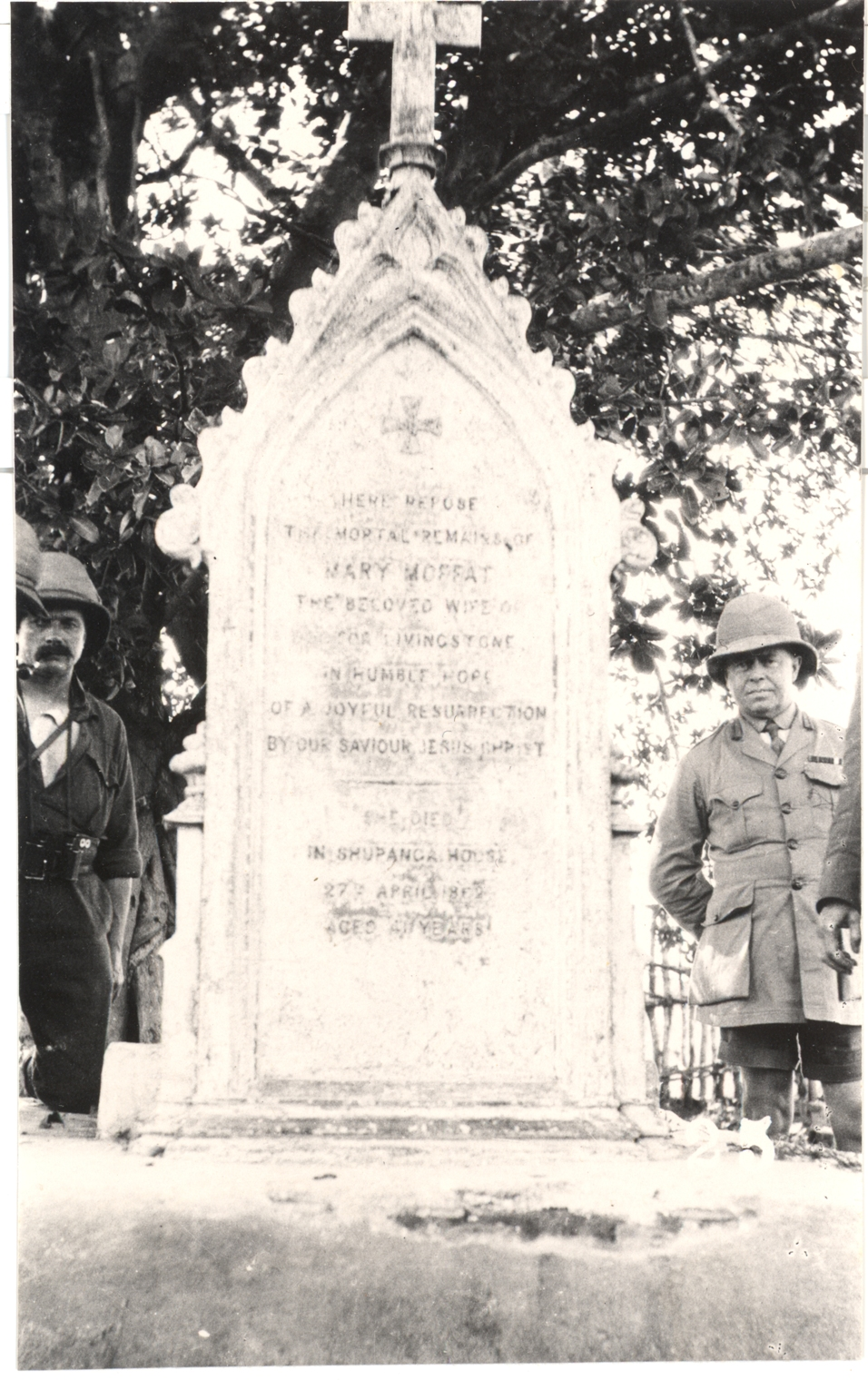
Tumba de Mary Livingstone en Shupanga, río Zambeze

Tras reunirse con David tres años después en la misión de Shupanga, situada en la desembocadura del río Zambeze, Mary enferma de malaria y fallece tres meses después, en abril de 1862, a los cuarenta y un años. En la misión en Shupanga donde está enterrada, una señal de metal oxidado en la carretera indica la dirección hacia la «Tumba de la esposa del Dr. David Livingstone». Aún muerta, quedaba eclipsada por su dominante esposo. La inscripción de su lápida dice:
Aquí reposan los restos mortales de Mary Moffat, la amada esposa del doctor Livingstone, en la humilde esperanza de una alegre resurrección por nuestro salvador Jesucristo. Murió en Shupanga House, el 27 de abril de 1862, a la edad de 41 años.

## Reconocimientos
La escritora Pilar Tejera considera que David Livingstone no fue capaz de reconocer a la mujer que había decidido compartir su vida con él hasta su muerte. 
Livingstone nunca pagó la deuda que había contraído con ella, del mismo modo que tampoco lo ha hecho la historia a día de hoy, cuando se cumple el segundo centenario de su nacimiento.